# Władysław Reimschüssel
Władysław Reimschüssel (ur. 26 czerwca 1932 w Smydze na Ukrainie, zm. 20 września 2003 w Łodzi) – polski chemik, profesor Politechniki Łódzkiej.
W 1957 ukończył studia na Wydziale Chemicznym Politechniki Łódzkiej, gdzie następnie rozpoczął pracę w Katedrze Chemii Fizycznej. W 1965 roku uzyskał stopień doktora, a w 1989 tytuł profesora.
Specjalizował się w zakresie fizycznej chemii organicznej oraz radiochemii, w szczególności zajmował się badaniami mechanizmów reakcji chemicznych metodami wskaźników i efektów izotopowych, a także badaniami samodyfuzji i struktury mieszanin ciekłych.
W latach 1968–1970 pełnił funkcję kierownika Katedry Chemii Fizycznej, a następnie do 1980 roku zastępcą dyrektora Instytutu Techniki Radiacyjnej. W latach 1984–1991 był członkiem Rady ds. Atomistyki, a w latach 1984-1989 członkiem Komitetu Nauk Jądrowych i Radiacyjnych PAN.
Jego dorobek naukowy obejmuje 90 oryginalnych publikacji. Wypromował 12 doktorów.
Zmarł nagle w 2003 roku.